# Klaus Katzur
 Klaus Katzur (ur. 26 sierpnia 1943 w Poczdamie, zm. 4 września 2016 w Riesa) – wschodnioniemiecki pływak. Srebrny medalista olimpijski z Monachium.
Igrzyska w 1972 był jego trzecią olimpiadą, wcześniej brał udział w IO 64 i  IO 68. Po medal sięgnął w sztafecie 4 × 100 m stylem zmiennym, tworzyli ją ponadto Roland Matthes, Hartmut Flöckner i Lutz Unger. Trzykrotnie stawał na podium mistrzostw Europy (1966: brąz na 400 m stylem zmiennym; 1970: złoto na 200 m klasykiem i w sztafecie 4 × 100 m stylem zmiennym).
Jego żona Petra Thümer także była pływaczką i medalistką olimpijską.